# Frank's Wild Years
Albums de Tom Waits
Rain Dogs
(1985) Big Time
(1988)
Frank’s Wild Years, sous-titré Un Operachi Romantico in Two Acts, est un album de Tom Waits sorti en 1987 sur le label Island Records.

## Historique
Les chansons de l'album ont été écrites par Waits et certains collaborateurs (principalement sa femme, Kathleen Brennan) pour une pièce portant le même nom. Le titre, à la fois de l'album et de la pièce dont il est issu, reprend celui d'une précédente chanson de Tom Waits, Frank's Wild Years, sortie en 1983 sur l'album Swordfishtrombones, qui traite d'un personnage appelé Frank Leroux, pseudonyme inspiré du prénom du père du chanteur.
La pièce est une comédie musicale dont Tom Waits tient le rôle principal. Présentée en première par la Steppenwolf Theatre Company (en) au Briar St. Theatre de Chicago dans l'Illinois le 22 juin 1986, elle n'eut pas de grand succès. Le New York Times lui reproche ses clichés, et Rolling Stones Magazine, sa longueur de trois heures.
Tom Waits a alors l'idée d'en faire un album. Les morceaux sont retravaillés.

## Titres
Dans la version vinyle, la face A contient les neuf premiers titres et les suivants apparaissent sur la face B.
Tous les titres sont de Tom Waits, sauf mention autre.
1. Hang on St. Christopher - 2:46
2. Straight to the Top - 2:30 (Waits, Cohen)
3. Blow Wind Blow - 3:35
4. Temptation - 3:53
5. Innocent When You Dream (Barroom) - 4:15
6. I'll Be Gone - 3:12 (Waits, Brennan)
7. Yesterday Is Here - 2:29 (Waits, Brennan)
8. Please Wake Me Up - 3:36 (Waits, Brennan)
9. Frank’s Theme -1:49
10. More Than Rain - 3:52
11. Way Down in the Hole - 3:30
12. Straight to the Top - 3:26
13. I’ll Take New York - 3:58
14. Telephone Call From Istanbul - 3:12
15. Cold Cold Ground - 4:07
16. Train Song - 3:20
17. Innocent When You Dream (78) - 3:08

## Musiciens
- Jay Anderson - basse
- Michael Blair - batterie, congas, percussions, maracas, marimba, orchestra bells, glockenspiel
- Ralph Carney - saxophones, cor baryton, violon
- Greg Cohen- basse, cor  alto, arrangement des cors, Leslie bass pedals
- David Hidalgo - accordéon
- Kathleen Brennan - arrangements chœurs
- Leslie Holland, Angela Brown, Lynne Jordan - chœurs
- Marc Ribot - guitare, banjo
- William Schimmel - piano, pump organ, accordéon, Leslie bass pedals, cocktail piano
- Larry Taylor - basse, upright bass
- Moris Tepper - guitare
- Francis Thumm - prepared piano, pump organ
- Tom Waits - chant, pump organ, Optigan, guitare, vocal stylings, rooster,  piano, Farfisa, Mellotron, batterie, congas, tambourin

## Réutilisations des chansons
Les chansons Temptation et Cold Cold Ground ont été utilisées dans le film Léolo de Jean-Claude Lauzon, sorti en 1992.
Innocent When You Dream est utilisée à la fin du film Smoke de Wayne Wang en 1995.
Les chansons Temptation et Straight to the Top (Vegas) ont été utilisées dans le film Enron: The Smartest Guys in the Room, sorti en 2005.
Plusieurs reprises de la chanson Way Down in the Hole ont été utilisées comme chanson thème de la série télévisée américaine The Wire, dont une version par Waits lui-même lors de la seconde saison.